# Боумен, Стэн
Стэ́нли Гленн Бо́умен (род. 28 июня 1973 года, Монреаль, Канада) — бывший вице-президент и генеральный менеджер команды Национальной хоккейной лиги «Чикаго Блэкхокс». Сын канадского хоккеиста и тренера, члена Зала хоккейной славы, а также старшего советника Чикаго Блэкхокс, Скотти Боумена. Имя получил, по словам отца, в честь Кубка Стэнли. Начав работу в должности Генерального менеджера Чикаго Блэкхокс с 14 июля 2009 года, Стэн Боумен завоевал с командой три Кубка Стэнли — в 2010, в 2013 и в 2015 годах.
Покинул все свои посты в «Блэкхокс» после расследования о сексуальных домогательствах в клубе.